# Karel Kuypers
Karel Kuypers (Rotterdam 2 maart 1905 - 23 maart1986 Hilversum) was een Nederlands filosoof en hoogleraar aan de Universiteit Utrecht. Kuyper werkte vanuit een hermeneutisch-kritisch gezichtspunt, speciaal op het gebied van de wetenschapsfilosofie, de Kant-interpretatie en fundamentele begrippen in het Europese denken".
Kuypers studeerde klassieke letteren, rechten en wijsbegeerte aan de Vrije Universiteit te Amsterdam en verder in Hamburg, München en Freiburg. In 1931 promoveerde hij in de filosofie op een dissertatie over de theorie der geschiedenis.
Van 1925 tot 1951 was Kuypers werkzaam als leraar klassieke talen aan het Lyceum te Bussum. Van 1936 tot 1943 was hij hiernaast privaatdocent aan de Gemeente Universiteit Amsterdam in de filosofie der geesteswetenschappen. In 1950 volgde een aanstelling als hoogleraar Theoretische wijsbegeerte en Geschiedenis der wijsbegeerte na de middeleeuwen aan de Universiteit Utrecht. Kuypers was verder redactiesecretaris bij het Algemeen Nederlands Tijdschrift voor Wijsbegeerte (sinds 1945) en lid van het Institut International de Philosophie.

## Publicaties
Kuypers publiceerde diverse boeken en vele artikelen op het gebied van de filosofie. Een selectie:
- 1950. Aspecten van de tijd : een bundel wijsgerige studies. Met C.C.J. de Ridder ea. Genootschap voor Wetenschappelijke Philosophie. Assen: Van Gorcum.
- 1951. Wetenschap en kunde. Inaug. rede Utrecht, 16 april 1951. Utrecht: W. de Haan.
- 1952. Elseviers filosofische en psychologische encyclopedie. Elsevier. (1962, 2e druk; 1966; 1970).
- 1957. Keur uit de verspreide geschriften van Dr. H.J. Pos. Ingeleid door J. Aler en K. Kuypers. Arnhem: Van Loghum Slaterus.
- 1961. Sociologie en geschiedenis. Van Gorcum.
- 1966. Immanuel Kant. Het Wereldvenster.
- 1966, Innerlijk perspectief : bloemlezing uit het werk van dr. J. D. Bierens de Haan (1866-1943). Van Gorcum.

- Biografisch Portaal: 09326549
- Digitale Bibliotheek voor de Nederlandse Letteren: kuyp019
- Gemeinsame Normdatei: 1089107803
- International Standard Name Identifier: 0000 0000 7698 7084
- Library of Congress Control Number: no2010023137
- Nationale Bibliotheek van Tsjechië: xx0211302
- Nationale Bibliotheek van Israël: 987007394046805171
- Nederlandse Thesaurus van Auteursnamen: 069637342
- Système universitaire de documentation: 139763090
- Virtual International Authority File: 107414076
- WorldCat: E39PBJxmMmTh4fDDJhfHHwcF8C